# Саутгемптон (Нью-Йорк)
Саутгемптон (англ. Southampton) — місто (англ. town) в США, в окрузі Саффолк штату Нью-Йорк. Населення — 69 036 осіб (2020).

## Демографія
Згідно з переписом 2010 року, у місті мешкало 56 790 осіб у 21 193 домогосподарствах у складі 13 700 родин. Було 41759 помешкань
Расовий склад населення:
| - 84,2 % — білих - 5,2 % — чорних або афроамериканців - 1,1 % — азіатів - 0,5 % — корінних американців - 0,1 % — вихідців з тихоокеанських островів - 7,1 % — осіб інших рас |

До двох чи більше рас належало 1,8 %. Частка іспаномовних становила 19,9 % від усіх жителів.
За віковим діапазоном населення розподілялося таким чином: 21,0 % — особи молодші 18 років, 62,7 % — особи у віці 18—64 років, 16,3 % — особи у віці 65 років та старші. Медіана віку мешканця становила 41,9 року. На 100 осіб жіночої статі у місті припадало 104,6 чоловіків;  на 100 жінок у віці від 18 років та старших — 103,5 чоловіків також старших 18 років.
Середній дохід на одне домашнє господарство  становив 128 721 долар США (медіана — 83 150), а середній дохід на одну сім'ю — 151 010 доларів (медіана — 103 981). Медіана доходів становила 61 014 долари для чоловіків та 52 464 долари для жінок. За межею бідності перебувало 7,8 % осіб, у тому числі 9,8 % дітей у віці до 18 років та 5,6 % осіб у віці 65 років та старших.
Цивільне працевлаштоване населення становило 27 381 особа. Основні галузі зайнятості: освіта, охорона здоров'я та соціальна допомога — 21,8 %, будівництво — 15,2 %, науковці, спеціалісти, менеджери — 13,8 %.